# Buste de Richard Wagner
Le buste de Richard Wagner érigé en 1983 à Leipzig est dédié au compositeur Richard Wagner originaire de Leipzig (1813-1883). Le design remonte au sculpteur de Leipzig Max Klinger (1857-1920).

## Emplacement et forme
Le buste de Richard Wagner se trouve sur le Promenadenring derrière l'Opéra de Leipzig, sur le versant est de l'étang aux cygnes (Schwanenteich), avec vue vers l'ouest. L'endroit peut presque être considéré comme légèrement caché.
Le buste plus grand que nature en bronze patiné foncé mesure 96 centimètres de haut et repose sur un simple socle en grès. Celui-ci porte l'inscription RICHARD WAGNER au recto et MAX KLINGER au verso. Sur le côté, BRONZE NOACK LEIPZIG 1982 indique le fabricant. Le portrait montre Wagner mature dans une simplicité classique et stricte, vu de face, sans aucune trace de vêtement.

## Histoire

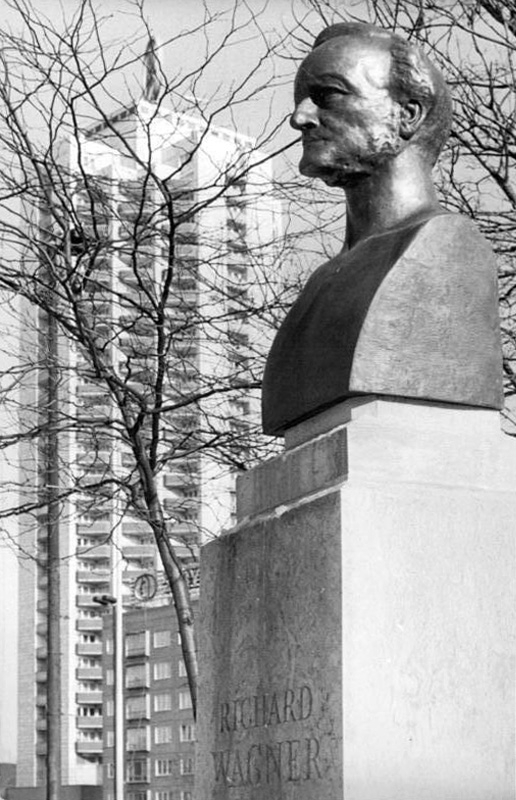
Le buste de Richard Wagner au Schwanenteich de Leipzig le jour de son inauguration, le 7 février 1983

Ni les efforts de Max Klinger de 1903 jusqu'à la Première Guerre mondiale pour créer un monument représentatif du compositeur dans sa ville natale de Leipzig, ni les nobles projets de l'époque nationale-socialiste visant à construire un mémorial monumental au bosquet Richard Wagner n'ont abouti.
En 1983, à l'approche du 170e anniversaire et du 100e anniversaire de la mort de Wagner, la ville a décidé de trouver au moins une petite solution dans le cadre des « Journées Richard Wagner de la RDA ». Max Klinger a créé un buste de Wagner en marbre blanc pour la salle de musique de Leipzig lors de l' Exposition universelle de 1904 à Saint-Louis. Le plâtre original du buste est parvenu au Musée des Beaux-Arts de Leipzig avec deux moulages de la succession Klinger. L'un des moulages en plâtre avait déjà été préparé pour la coulée du bronze et a été utilisé pour le monument actuel en 1982 par la fonderie d'images en bronze Noack de Leipzig.
Le buste de Richard Wagner est le premier monument public achevé dédié au compositeur dans sa ville natale. En 2013, un autre monument wagnérien a été érigé à Leipzig par Stephan Balkenhol (* 1957) en collaboration avec des éléments de Max Klinger.